# Kęstutis Šeštokas
Kęstutis Šeštokas, né le 15 avril 1976, à Kaunas, en République socialiste soviétique de Lituanie, est un joueur lituanien de basket-ball. Il évolue au poste d'ailier fort.

## Palmarès
- Champion de Lituanie 1994, 1995, 1996, 1997, 1998, 1999, 2002
- Vainqueur de la Coupe Saporta 1998
- Vainqueur de l'Euroligue 1999
- Vainqueur de la Ligue nord européenne de basket-ball 1999, 2002
- Champion de Lettonie 2004, 2005
- Vainqueur de la Coupe ULEB de basket-ball 2004-2005
- Champion de Chypre 2006
- Champion d'Estonie 2008
- Champion de Lituanie D2 2011